# Jurij Sedych
Jurij Georgijevitj Sedych (ryska: Юрий Георгиевич СедЫx, ukrainska: Юрій Георгиевич Сєдих; Jurij Heorhijovytj Sjedykh), född 11 juni 1955 i Novotjerkassk i Rostov oblast, död 14 september 2021, var en ukrainsk friidrottare som tävlade i släggkastning för Sovjetunionen och Ukraina.
Sedychs genombrott kom när han vid Olympiska sommarspelen 1976 vann OS-guld med ett kast på 77,52 meter. Två år senare blev han även europamästare när han kastade 77,28 vid EM i Prag. 
Under 1980 inledde han året med att notera ett nytt världsrekord i slägga vid tävlingar den 16 maj. Först kastade han 80,38 vilket var sex centimeter längre än det tidigare rekordet som Karl-Hans Riehm hade. Senare vid samma tävling blev han av med rekordet när Jüri Tamm kastade 80,46 men innan tävlingen var slut hade Sedych kastat 80,64. Rekordet stod sig i åtta dagar innan landsmannen Sergej Litvinov slog det. Vid Olympiska sommarspelen 1980 tog Sedych emellertid tillbaka rekordet när han vann olympiskt guld på det nya rekordet 81,80.
Vid EM i Aten försvarade Sedych sitt EM-guld när han vann med ett kast på 81,66. Däremot blev han bara tvåa vid VM 1983 i Helsingfors slagen av Litvinov. Eftersom Sovjetunionen bojkottade Olympiska sommarspelen 1984 i Los Angeles kunde han inte försvara sitt OS-guld, däremot slog han samma år Litvinovs nysatta världsrekord när han kastade 86,34. 
Vid EM 1986 i Stuttgart vann han sitt tredje guld och förbättrade även världsrekordet till 86,74 som fortfarande gäller som världsrekord. Vid Olympiska sommarspelen 1988 i Seoul fick han se sig slagen av Litvinov och han slutade på en andra plats. 
Hans sista stora mästerskap blev VM i Tokyo där han vann guld. 
Sedych var gift med Ljudmila Kondratjeva. Han var omgift med Natalia Lisovskaja och bodde med sin familj i Paris och undervisade på universitetsnivå. Från första äktenskapet hade han dottern Oksana Kondratieva, VM 7:a 2013 för Ryssland och från andra Alexia Sedykh, silvermedaljör för Frankrike vid JVM 2012, båda i slägga.